# Amata dissimilis
Amata dissimilis là một loài bướm đêm thuộc phân họ Arctiinae, họ Erebidae.